# ميشال نيهودا
ميشال نيهودا (بالتشيكية: Michal Nehoda)‏ هو لاعب كرة قدم تشيكي في مركز الهجوم، ولد في 14 نوفمبر 1976 في براغ في جمهورية التشيك. شارك مع منتخب جمهورية التشيك تحت 21 سنة لكرة القدم. أما مع النوادي، فقد لعب مع دي غرافشاب وفيكتوريا زيزكوف.

## وصلات خارجية
- ميشال نيهودا على موقع الاتحاد التشيكي (الإنجليزية)